# Salchak Toka
Salchak Kalbakkhorekovich Toka (em russo: Салчак Калбакхорекович Тока, 15 de dezembro de 1901 - 11 de maio de 1973) foi um político tuvaniano e soviético. Foi o líder supremo de Tuva de 1932 a 1973, ocupando os cargos de Secretário-geral do Partido Revolucionário do Povo da República Popular de Tuva de 1932 a 1944, e, com a anexação soviética, ocupou o cargo de Secretário do PCUS de Tuva até sua morte em 1973.